# Lophothericles euchore
Lophothericles euchore är en insektsart som först beskrevs av Bolívar, C. 1914.  Lophothericles euchore ingår i släktet Lophothericles och familjen Thericleidae. Inga underarter finns listade i Catalogue of Life.